# Harry Hawker

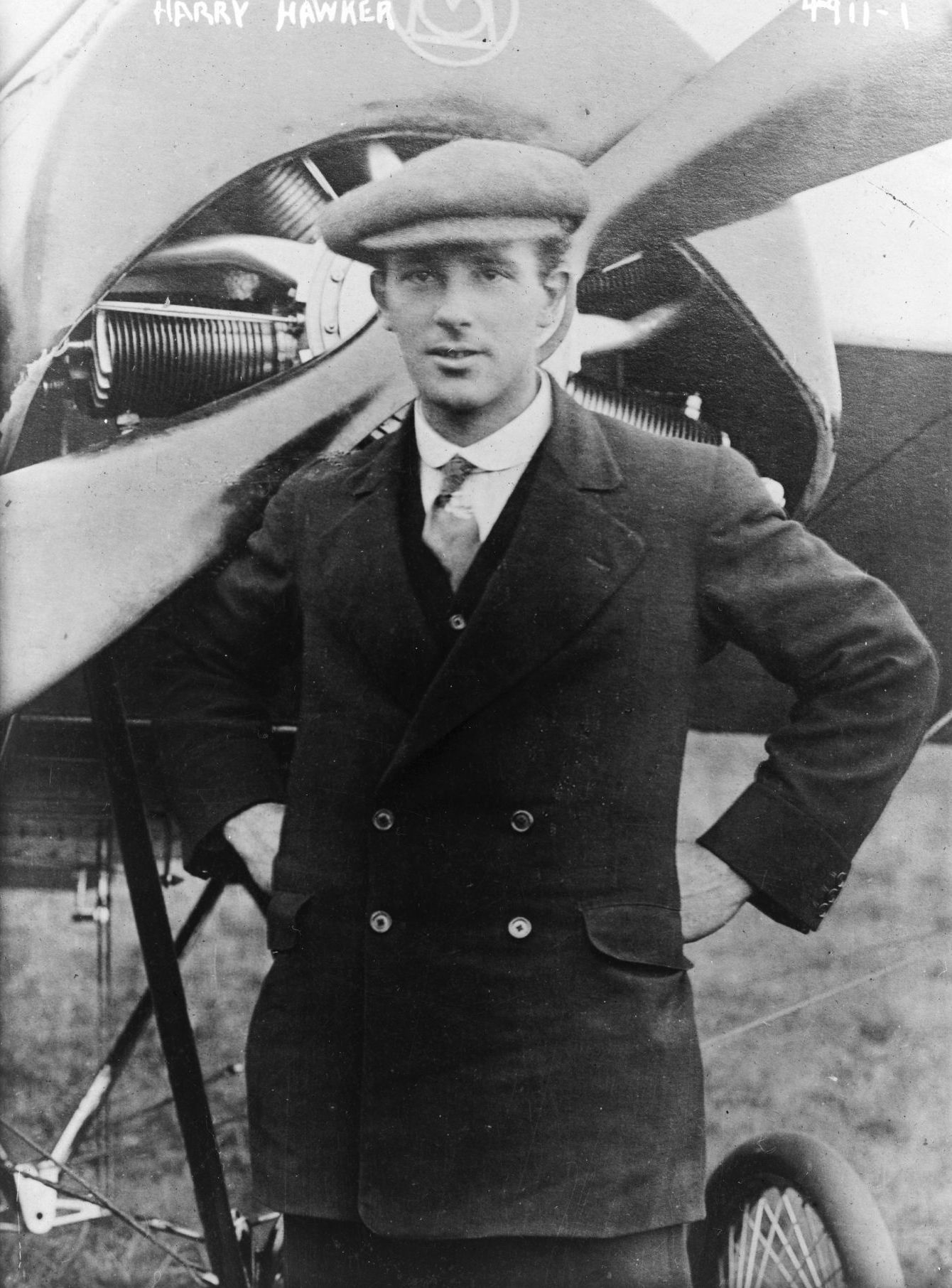
Harry Hawker (1919)

Harry George Hawker (Melbourne, 22 januari 1889 - Hendon, 12 juli 1921) was een vliegtuigontwerper en testpiloot. Hij was een van de medeoprichters van Hawker Aircraft.

## Begin in Australië
Hawker was de zoon van George Hawker, van beroep smid, en zijn vrouw Mary Ann, meisjesnaam Anderson.
In 1901 werd hij monteur in opleiding en vanaf 1903 reed hij al proefrondjes in Oldsmobileauto's op de weg. In 1905 stapte hij over naar Tarrant Motor and Engineering Company als een gekwalificeerde monteur. Hij was handig en technisch bekwaam. Omstreeks 1907 begon hij in Caramut zijn eigen werkplaats voor het onderhoud van personenwagens.

## Naar Engeland
Met zijn verdiende geld vertrok hij in maart 1911 naar Engeland. Het was moeilijk voor hem om een baan te vinden. Hij was klein, slechts 1,5 meter lang, en zag er veel jonger uit dan zijn 22 jaar. Hij werd gezien als een te ambitieus kind.

### Start bij Sopwith
Hij stond op het punt naar Australië terug te keren toen hij in juli een baan kreeg bij Commer als verkoper. Een jaar later werkte hij voor Mercedes en vervolgens voor Austro-Daimler. In juni 1912 stelden Australische vrienden hem voor aan Fred Sigrist, de voorman van de Sopwith Aviation Company, die hem in dienst nam om aan de Sopwith Wright tweedekker te werken. Met zijn verdiende geld nam hij vlieglessen bij zijn werkgever Thomas Sopwith. Hawker had talent en na slechts drie lessen van 50 minuten mocht hij de eerste solovlucht maken. Op 17 september behaalde hij zijn pilotenbrevet, Royal Aero Club-licentie, nummer 297.
Hij ging deelnemen aan wedstrijden met een Sopwith Wright. Zijn eerste grote overwinning was de Michelin Cup toen hij 8 uur en 23 minuten in de lucht bleef en zo een nieuw Brits duurrecord vestigde. Na dit succes benoemde Thomas Sopwith hem tot testpiloot en gaf hem veel ruimte als ontwerper. In juni 1912 haalde Hawker een nieuw Brits hoogterecord met een solovlucht op 3490 meter (11.450 voet) hoogte om korte tijd later het te verbeteren met een passagier naar 4084 meter (13.400 voet). In augustus deed hij samen met Harry Kauper als zijn monteur, twee pogingen om rond Groot-Brittannië te vliegen in een watervliegtuig. De tweede poging eindigde in de buurt van Dublin, nadat ze 1043 mijl (1678 km) van de in totaal 1540 mijl, hadden gevlogen in 21 uur en 44 minuten. De organisator van de wedstrijd, de krant Daily Mail, gaf Hawker een prijs van £1000 omdat hij als eerste meer dan 1000 mijl (1609 km) had afgelegd.

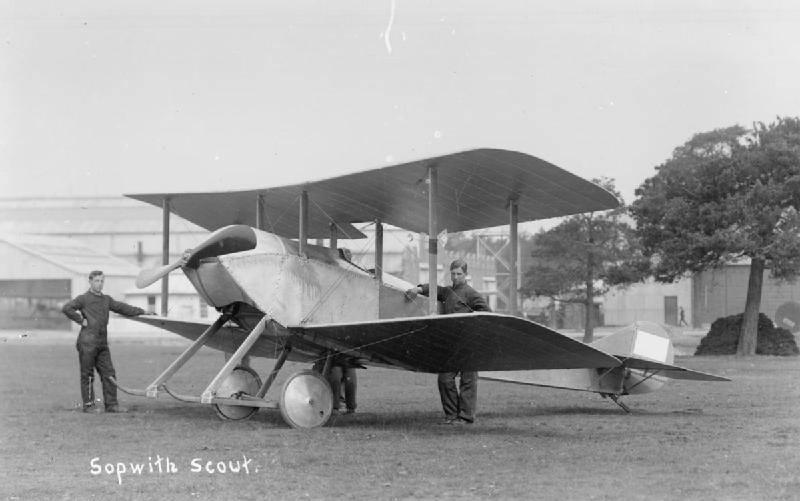
Sopwith Tabloid

In november werkte Hawker aan de Sopwith Tabloid, een snelle en uiterst wendbare tweedekker met korte vleugels. Het succes hiervan leidde er mede toe dat tweedekkers de voorkeur kregen boven eendekkers als gevechtsvliegtuig tijdens de Eerste Wereldoorlog. Na testvluchten in Engeland nam Hawker het vliegtuig mee naar Australië. Hij vloog tussen januari en april 1914 op diverse shows in het land.
Terug in Engeland ontwikkelde Hawker een methode om uit een tolvlucht te komen en deze werd in de opleiding voor piloten opgenomen. In juni voltooide hij ook een record van twaalf opeenvolgende loopings in een Tabloid. Bij het uitbreken van de Eerste Wereldoorlog meldde hij zich bij de Royal Naval Air Service, maar werd afgewezen omdat zijn werk bij Sopwith te belangrijk was. In de eerste twee jaar van de oorlog testte hij 295 vliegtuigen op 199 vliegdagen en adviseerde hij verschillende vliegtuigfabrikanten.

### Poging trans-Atlantische vlucht

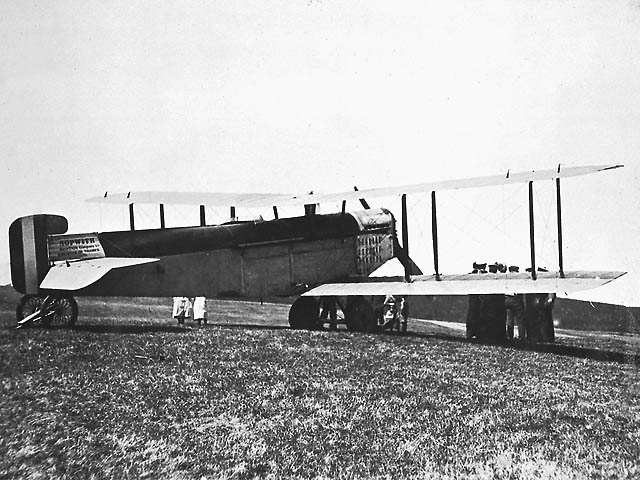
Een Sopwith Atlantic waarmee Hawker zijn trans-Atlantische vlucht maakte

In mei 1919 deed Hawker met Kenneth MacKenzie-Grieve een poging de Atlantische Oceaan over te steken. Ze vertrokken op 18 mei met een Sopwith Atlantic vanaf Newfoundland maar door een ijzige storm raakten ze van koers. Na ruim 14 uur vliegen kreeg de motor koelproblemen en ze moesten landen midden op de oceaan. Ze werden opgepikt door SS Mary, een Deens koopvaardijschip zonder radio. Ze werden als vermist opgegeven en men ging ervan uit dat ze overleden waren. Koning George V stuurde een condoleancebericht naar de vrouw van Hawker. Na het bericht dat de mannen gered waren, gaf George V aan beide mannen een Air Force Cross. Dit was uitzonderlijk want alleen RAF piloten hadden ze tot dan toe gekregen.

### Hawker Aircraft en overlijden
In 1919 raakte Sopwith Aviation in financiële problemen. In november 1920 nam hij met de hulp van Sopwith en Sigrist het bedrijf over dat verder ging als HG Hawker Engineering Company. In 1921 wilde hij deelnemen aan de Aerial Derby, maar tijdens een proefvlucht met een Franse Goshawk stortte hij neer in de buurt van Hendon op 12 juli 1921. Uit een onderzoek bleek dat hij de controle over het vliegtuig had verloren door verlamming veroorzaakt door een plotselinge bloeding van een abces op de wervelkolom.
Hij ligt op de Hook begraafplaats. Hij liet zijn vrouw, Muriel Alice Peaty, en twee dochters achter.